# Bindinc.
Bindinc. is een Nederlands mediabedrijf, gevestigd aan de 's-Gravelandseweg in Hilversum. Het bedrijf werd op 1 januari 1995 opgericht in samenwerking met VNU als BV Programmabladen AKN en diende als uitgever van de omroepgidsen van de AVRO, KRO en NCRV. Later kwam hier ook de gids van de TROS bij. In 1999 werd de online programmagids TVgids.nl gelanceerd.
De uitgeverij wijzigde per 1 februari 2011 zijn naam in Bindinc.
Bindinc. verzorgt verschillende digitale merken: TVgids.nl, Televizier.nl, Binge.nl en de Gouden Televizier-Ring.
Sinds 2020 organiseert Bindinc. de Binge Streaming Video Awards voor de beste films, series en documentaires op de Nederlandse streamingdiensten. In 2022 werd samen met Broadcast Magazine de uitreiking van de Binge Awards in Beeld & Geluid georganiseerd. De uitreiking van de Binge Awards vond in 2024 voor de vijfde en laatste keer plaats. 
De website TVgids.nl won in 2021 en 2022 de titel 'Website van het Jaar'.
Het bedrijf is nog steeds uitgever van omroepgidsen: Televizier, Avrobode, Blijtijds, KRO Magazine, Mikrogids, NCRV-gids en TVFilm en per januari 2025 geeft Bindinc. ook de programmabladen TrosKompas en TV Krant uit.